# Francesco Cossiga
Francesco Maurizio Cossiga (Sassari, 1928. július 28. – Róma, 2010. augusztus 17.) olasz politikus, jogász és docens, az Olasz Köztársaság 8. elnöke 1985 és 1992 között.

## Életrajza
Belügyminiszter volt az 5.Moro továbbá a 3. és 4. Andreotti-kormányok alatt 1976 és 1978 között, 1978-ban lemondott Aldo Moro meggyilkolásának hírére. 1979-1980 között az ország miniszterelnöke is volt, 1983 és 1985 között az olasz törvényhozás alsóházának elnöke volt.
Államfői időszaka alatt 5 miniszterelnöke volt: Bettino Craxi (1985-ig), Amintore Fanfani (1987), Giovanni Goria (1987-1988), Ciriaco De Mita (1988-1989) és Giulio Andreotti (1989-1992). Öt örökös szenátort nevezett ki (Francesco De Martino, Giovanni Spadolini, Giulio Andreotti, Gianni Agnelli és Paolo Emilio Taviani személyeket). Elnöksége során 5 alkotmánybírót nevezett ki az Alkotmánybíróság tagjának: 1986-ban Antonio Baldassarre, 1987-ben Mauro Ferri, Luigi Mengoni és Enzo Cheli, 1991-ben Giuliano Vassalli személyeket nevezte ki.

### Fiatalkora
Egy Szardíniai polgári, köztársaságpárti, antikommunista családba született. Másod unokatestvére volt Enrico Berlinguernek az Olasz Kommunista Párt egykori főtitkárának.
A nevét sokan Cossíga-nak ejtették, habár az eredeti szárd dialektus szerint Cóssiga-nak ejtik. 16 évesen fejezte be középiskolai tanulmányait, egy évvel később az Olasz Kereszténydemokrata Párt tagja lett, három évvel később 19 évesen diplomázott le jogtudományból. Ekkor egyetemi pályafutása kezdődött el a Sassari Egyetem jogi karán, ahol alkotmány jogi ismereteket oktatott.

## Politikai tevékenysége

### Politikai pályájának kezdete
17 évesen lett tagja az Olasz Kereszténydemokrata Pártnak (DC), majd egyetemi éve alatt a FUCI, olaszországi katolikus egyetemi szövetségnek, aminek Sassari városi képviseletének vezetője lett.
Az 1950-es években vezetője volt az „ifjú törökök” nevű szárd politikusokból álló csoportnak, akik mindenképpen meg akarták reformálni a Kereszténydemokrata Pártot. 1958-ban választották meg a Camera dei deputati képviselőjének, 1966-ban a Harmadik Moro-kormány honvédelmi államtitkára lett, ekkor 38 évesen a legfiatalabb államtitkár volt.
1974 novembere és 1976 februárja között a Negyedik Moro-kormányban a Közigazgatás megszervezéséért felelős miniszter, 1976. február 12-én, 48 évesen belügyminiszter lett.

### Belügyminiszter
1977. március 11-én Bolognában, az egyetemi hallgatók és a rendvédelmi erők között kemény összecsapás volt, miután megölték Pierfrancesco Lorussót a szélsőbaloldali Lotta Continua mozgalom egyik aktivistáját. Ennek következtében még nagyobb lett a tüntetés. Cossiga erre válaszul felfegyverzett M113-as harckocsit küldött a tüntetés helyszínéül szolgáló egyetemi városrészbe.
Emiatt a légkör egyre erőszakosabbá vált, főleg a parlamenten kívüli radikális párt követői részéről. Cossiga elrendelte, hogy egész Lazio tartományban tiltsák be a tömegdemonstrációkat május 31-ig.
A tiltás ellenére számos militáns, parlamenten kívüli csoport tüntetett Rómában, ahol megemlékeztek Giorgiana Masiról, akit a Ponte Garibaldin lőttek le a rendvédelmi erők egy a Radikális Párt által szervezett tüntetésen.
A diákok hamar gúnynevet adtak Cossiganak: A nevét C helyett K betűvel kezdték és a két S betűt rúnaírással az SS-re emlékeztető módon írták átírták így lett a gúnyneve Koϟϟiga.
1978-ban hozzájárult a titkosszolgálatok reformjához, amely 2007-ig hatályban volt és támogatta olyan terrorelhárító szervezetek létrehozását, mint a rendőrséghez tartozó NOCS és a csendőrséghez tartozó GIS.

#### Terrorizmus és Aldo Moro elrablása
1978-ban elrabolták Aldo Moro miniszterelnököt a Vörös Brigádok terroristái, akit 55 napig túszul ejtve fogságba tartottak. Cossiga azonnal két válságtanácsot hívott össze, egy hivatalosat és egy szűkkörűt. A tagok közül sokan később érintettek lesznek a P2-ügynek. Cossiga az amerikai pszichiátertől, Steve Pieczeniktől kért segítséget. Pieczeniket maga Jimmy Carter amerikai elnök kérte meg, az elrablás napján.
Cossiga nem volt hajlandó tárgyalni a terroristákkal Moro kiszabadításáról. Moro fogsága alatt írt Cossigának, hogy engedjenek a terroristáknak és a közvélemény akaratának, és szabadítsák őt ki.
1978 májusában egy kocsi csomagtartójában megtalálták Aldo Moro holttestét, akit a Vörös Brigádok öltek meg. Ennek következtében Cossiga lemondott belügyminiszteri posztjáról. Később Pieczenik könyvében azt állította, hogy „hagytuk meghalni Morót, Olaszország stabilitásáért cserébe”, amit később tagadott.
Cossigat ez az eset olyan mélyen megrendítette, hogy krónikus betegségeket okozott nála, mint a bipoláris zavar (Indro Montanelli az Il Giornale újságírója szerint ciclotimia), és a krónikus fáradtság szindrómája.

### Köztársasági elnök
1985-ben az Olasz Köztársaság történetében ő volt az első köztársasági elnök, akit az alsóház és a felsőház közvetlenül választott meg. A 977-ből 752-en szavaztak Cossiga mellett. A kereszténydemokraták mellett öt párt képviselői és a Független Baloldal nevű társadalmi mozgalom is támogatta.
Cossiga elnöksége alatt komoly, történelmi fordulatok voltak az ország történetében:
A Cosa Nostra leszámolásai egyre nyilvánvalóbbá válnak, 1986-ban az ország történetében először az ügyészség Giovanni Falcone vezetésével pert indít több szicíliai maffia csúcsvezető és tag ellen, ez volt a Maxiprocesso, magyarul Maxiper.
A berlini fal leomlása után szerinte Olaszországban véget ért egy olyan politikai rendszer, amely 1948-as megalakulásakor a hidegháborús szembenállás válaszára született meg, és emiatt a szembenállás miatt szerinte a DC és a PCI két legfőbb pártnak súlyos következményekkel kell szembenéznie. Ezzel komoly politikai vitát teremtett, ami miatt a "rendszer lefejezőjének" nevezték.
Az 1991-es évvégi beszédében ezt mondta:

„Beszélnek, de nem mondanak semmit, hallgatnak akkor, amikor nem kéne, mindez nem felel meg az én szabad emberi méltóságomnak, az én őszinte erkölcsömnek, az én Nemzettel szemben meglevő kötelességeimnek. Mindez azonban véget fog érni, hiszen elnökségem lejár 1992. július 3-án. Ez a magatartás sérti azt a parancsot, amit nekem adtak, mint egy nagy Szentnek, egy államférfinak, hogy mindig alázatosan hűséges legyek: elsőbbséget szerezni a tiszta lelki ismeretnek, hogy a törvények és a hagyományok jó szolgálója legyek, de mindenekfelett, hogy Istent szolgáljam, azaz az igazságot. És most jobbnak tűnik, ha hallgatok.”

– Francesco Cossiga

### Lemondása
1992. április 28-án 18:38-kor a Quirinale-palotában tartott beszéde során lemondott köztársasági elnökségéről, két hónappal tisztségének lejárta előtt. Lemondását az 1992-es választások miatti történelmi változások miatt tette.